# Glen Hartford
Glen Hartford (* 1963 oder 1964; † 31. Mai 2009 in Los Angeles, Kalifornien) war ein US-amerikanischer Filmproduzent, Schauspieler und Drehbuchautor.

## Leben
Glen Hartford ist der Sohn des Filmschaffenden Kenneth Hartford. Von 1981 bis 1985 studierte er an der California State University, Los Angeles. Von März 1993 bis Februar 1999 war er Präsident der RA Entertainment, Inc. Von Januar 2000 bis zu seinem Tod war er CEO des von ihm gegründeten Filmproduktions- und -vertriebunternehmens Cinamour Entertainment.
Er begann 1974 als Kinderdarsteller im Film seines Vaters The Spectre of Edgar Allan Poe. Es folgten drei weitere Charakterrollen in Spielfilmen seines Vaters, darunter 1986 eine der Hauptrollen in Angel’s Höllenkommando. 2005 verfasste er das Drehbuch für Forbidden Warrior, 2009 für From Mexico with Love. Ab dem Jahr 2000 begann er mit der Tätigkeit eines Filmproduzenten.
Er verstarb am 31. Mai 2009 im Alter von 45 Jahren in Los Angeles durch Suizid. Er hinterlässt seine Ehefrau und zwei Kinder, eine Tochter und einen Sohn.

## Filmografie

### Produktion
- 2000: Saving the Endangered Species (Dokumentation) (auch Regie)
- 2004: 29 Minutes & Counting (Fernsehserie)
- 2004: Guru2Go (Fernsehserie)
- 2005: Forbidden Warrior
- 2008: The Mrs. Clause (Fernsehfilm)
- 2009: Finding Bliss
- 2009: From Mexico with Love
- 2009: Silent Venom
- 2009: Nightfall
- 2010: The Sword and the Sorcerer 2
- 2011: Muscle Beach Then and Now (Fernsehdokumentation)

### Schauspiel
- 1974: The Spectre of Edgar Allan Poe
- 1980: Monster aus der Tiefe (Monster)
- 1986: Angel’s Höllenkommando (Hell Squad)
- 2009: From Mexico with Love

### Drehbuch
- 2005: Forbidden Warrior
- 2009: From Mexico with Love